# Козлов Дмитро Олегович
Козлов Дмитро Олегович (біл. Казлоў Дзмітрый Алегавіч, нар. 26 квітня 1988, Барань, Білоруська РСР, СРСР) — білоруський блогер, кандидат у депутати під час парламентських виборів у Білорусі 2019, активіст проти інтеграції Білорусі з Росією, політичний в'язень.

## Життєпис
Закінчив 4 курса агробіологічного факультету Білоруської державної сільськогосподарської академії у місті Горки за фахом агрономія. З 2017 року вів соціально-політичний відео блок за назвою «Серый Кот» на YouTube.
У травні 2019 брав участь у акції «Кава з блогерами» на Софійській площі у Києві. Влітку 2019 року балотувався у депутати Палати представників від Білоруського народного фронту від 25 округу у місті Орша. У грудні 2019 року брав активну участь у протестах проти інтеграції Білорусі з Росією. Вперше затриманий 26 грудня 2019 року.
Заарештований 10 червня 2020 року за звинуваченням за статтею ч. 1 ст. 342 КК «Організація або активна участь у діях, що грубо порушують громадський порядок», йому загрожувало 3–4 роки ув'язнення. 1 липня 2020 року визнан політичний в'язнем правозахисною спільнотою Білорусі. Був ув'язнений у Піщаловському замку, більш відомому як «Мінський тюремний замок» або «Володарська в'язниця».
20 вересня 2020 року шефство над політичним в'язнем взяв Ніклас Нінас, депутат Європейського парламенту.
25 травня 2021 року Могильовський обласний суд (суддя — Ірина Ланчева) засудив Козлова до 5 років колонії за «підготовку до участі в протестах в Білорусі». Козлов ув'язнений у в'язниці № 4 Могильова.